# Festival de Rock d'Alaquàs
Festival de Rock d'Alaquàs o FRA, és un festival de rock gratuït que se celebra en la població valenciana d'Alaquàs el darrer cap de setmana d'agost o primer cap de setmana de setembre, coincidint amb el començament de les festes majors del municipi. La primera edició va ser en 1995, i amb els anys s'ha convertit en un festival de referència.

## Història
Pel festival han passat artistes com Mogwai, Lori Meyers, Mercury Rev, Ash, Super Furry Animals, Rinocerose, Los Planetas, Bebe, Muchachito Bombo Infierno, Obrint Pas, Boikot, Amparanoia, Hamlet, Sugarless, o Ojos de Brujo, entre altres
El festival va començar amb una projecció de grups locals, però amb els anys han actuat grups de renom nacional, i internacional fins que, per a l'edició de 2007, s'elaborà un cartell amb predomini de grups anglosaxons.
Durant les primeres edicions, la seua durada era d'una nit de concerts, en la 5a edició va canviar, en 1999, on les Clavariesses dels Dolors van promocionar una segona jornada de concerts. A partir de 1999 l'organització del FRA va assumir la celebració de dos dies de festival, fins a l'any 2002 que va tornar al format d'un sol dia de concerts.
El FRA ha tingut dos llocs de celebració: el parc de la Sequieta, lloc on va començar, i el poliesportiu El Terç, on va celebrar la 10a edició, el 2004, tornant després de nou al parc de la Sequieta.
L'any 2014 va celebrar la seua 20a edició, amb una assistència de públic entre 4000 i 5000 persones.

## Edicions

### 1995
Els grups que van participar foren: Lagartija Nick, El regalo de Silvia, Doctor Divago, Madnoise.

### 1996
Els grups que van participar foren: Los Planetas (amb el bateria Eric Jiménez que ja havia vingut l'any anterior amb Lagartija Nick), Anphetamine Discharge, Mª Magdalena y las prostitutas arrepentidas, Aultranza, La Soga.

### 1997
Els grups que van participar foren: els asturians Australian Blonde, El Niño Gusano, Madnoise, Terceracto, Dibujos Animados.

### 1998
Els grups que van participar foren els nord-americans Big Soul, com a cap de cartell amb un especial concepte del rock amb influències rap, funk, soul, surf, i els Undrop van ser la sensació mediàtica per la gran repercussió comercial de l'aparició del tema Train en l'anunci de Pepsi d'aquell estiu de 1998, del qual van vendre més de cent mil còpies, completaren el cartell Los fresones rebeldes, Barullo, Juicio de Dios.

### 1999
Aquesta va ser la primera edició que el festival va durar dos dies, el divendres, patrocinat per Les Clavariesses dels Dolors, van actuar Los Piratas, Obrint Pas, Sunflowers i el grup local Acetona, el dissabte van participar el trio de Nova York Nada Surf, el trio asturià Doctor Explosion, i en aquell moment recent crats Macaco, amb la seua electrónica i sons tradicionals del reggae i la música llatina, així com Dr. Explosion, i les formacions locals Inhiba, Displasia.

### 2000
La 6a edició del FRA va portar als americans Gigolo Aunts i The Muffs, els madrilenys Boikot, els argentins Color Humano, Chucho, Species, i els grups locals Alles Klar i Supermosca.

### 2001
A la 7a edició del FRA tocaren el dissabte els britànics Hefner l'any abans de la seua dissolució, Sexy Sadie des de Mallorca i la banda novaiorquesa d'indie pop Ivy i els locals Po-Rock. Divendres actuaren Hamlet; O'funk'illo i les formacions locals Llança de Foc, amb influències jamaicanes, i Última Sentencia

### 2002
La 8a edició va continuar amb dues jornades de concert, i van actuar divendres els suecs amb la sea visió del garage punk i lletres contestatàries The (International) Noise Conspiracy, la banda liderada per Amparo Sánchez i de proposta mestissa Amparanoia, els catalans Sidonie amb la seua particular psicodèlia, habituals als encontres de música alternativa i, i els locals La Hostia i dissabte els nord-americans The Jon Spencer Blues Explosion amb el seu rock injectat de blues, Sober, Aina, i els grups locals Sweet Metal Band i Akela.

### 2003
La 9a edició del FRA va reunir durant dos dies a destacades bandes del panorama nacional e internacional. El divendres els donostiarres La Buena Vida va ser cap de cartell amb els valencians La Habitación Roja, tancant Telephunken i Deadarmy. El dissabte el cap de cartell foren els escocesos de rock alternatiu Teenage Fanclub, el pop corunyés de Deluxe, i els madrilenys Sugarless amb el seu hardrock-fusió, i els grups locals Barullo i Juicio de Dios.

### 2004
En l'edició número 10 el FRA, encara al camp de futbol del Terç, elaborà un bon cartell. El divendres actuaren, Fin De Sed, el pop clàssic de The Sunday Drivers, el mestissatge amb missatge de Bebe, els sorollosos i tremendistes estatunidencs Black Rebel Motorcycle Club i el rock vibrant d'Unfinished Sympathy.
El segon dia de festival, el dissabte, van actuar en primer lloc els locals 666, per a després fer-ho amb el seu rock vibrant Atom Rhumba que venien d'actuar al Festival Fujirock del Japó, els Asian Dub Foundation i els també sorollosos estatunidencs Yo La Tengo.

### 2005
L'edició 11a portà al FRA als francesos Rinôcérôse, El Bicho, Una sonrisa terrible, Quelonio, Mogwai, Iván Ferreiro, Muchachito Bombo Infierno i Camino Cruzado